# Tineke Fopma
Tineke "Trijntje" Fopma (ur. 21 lipca 1953 w Huins) – holenderska kolarka szosowa i torowa, złota medalistka szosowych mistrzostw świata.

## Kariera
Największy sukces w karierze Tineke Fopma osiągnęła w 1978 roku, kiedy zdobyła złoty medal w wyścigu ze startu wspólnego podczas szosowych mistrzostw świata w Yvoir. W zawodach tych wyprzedziła bezpośrednio Francuzkę Geneviève Gambillon oraz swą rodaczkę Keetie van Oosten-Hage. Ponadto wygrywała między innymi kryteria szosowe w Dronten w 1976 i 1977 roku, Pijnacker w 1976 roku oraz w Zwijndrecht w 1981 roku. Kilkakrotnie zdobywała medale szosowych mistrzostw kraju, w tym złoty w 1979 roku. Startowała również na torze, zdobywając między innymi brązowy medal w indywidualnym wyścigu na dochodzenie podczas torowych mistrzostw Holandii w 1977 roku. Nigdy nie wzięła udziału w igrzyskach olimpijskich.